# Chữ ký

Chữ ký của chính khách Mỹ John Hancock

Chữ ký là một biểu tượng viết tay của con người. Nó có thể là tên, biệt danh hay một ký hiệu bất kỳ để thể hiện dấu ấn của một người. Chữ ký thường thấy trên các tài liệu, hợp đồng, văn bản pháp lý, v.v. với ý nghĩa minh chứng cho sự hiện diện của người đó. Ta nên tránh nhầm lẫn với thuật ngữ chữ ký tay.